# HMS Intrepid (1747)
Pour les autres navires du même nom, voir HMS Intrepid.
Le  HMS Intrepid est un vaisseau de ligne de troisième rang de 64 canons, construit pour la Marine royale française à Toulon par l’architecte Joseph-Marie-Blaise Coulomb sous le nom de Sérieux et lancé le 26 octobre 1740. Il est capturé par la Royal Navy en 1747 à la fin de la guerre de Succession d'Autriche et rebaptisé HMS Intrepid. Il participe ensuite à la guerre de Sept Ans contre la France. Il est démoli en 1765.

## Caractéristiques principales
Lancé le 26 octobre 1740, le Sérieux fait partie de ce petit nombre de bâtiments construit dans les vingt-cinq premières années du règne de Louis XV, période de paix marquée par de faibles crédits pour la Marine. C'est un bâtiment moyennement artillé mis sur cale selon les normes définies dans les années 1730-1740 par les constructeurs français pour obtenir un bon rapport coût/manœuvrabilité/armement afin de pouvoir tenir tête à la marine anglaise qui dispose de beaucoup plus de navires. 
Il est moins puissant que les vaisseaux de 74 canons car il emporte moins d'artillerie et de plus faible calibre. Il porte vingt-six canons de 24 livres sur sa première batterie percée à treize sabords, vingt-huit canons de 12 sur sa deuxième batterie percée à quatorze et dix canons de 6 sur ses gaillards.

## Histoire

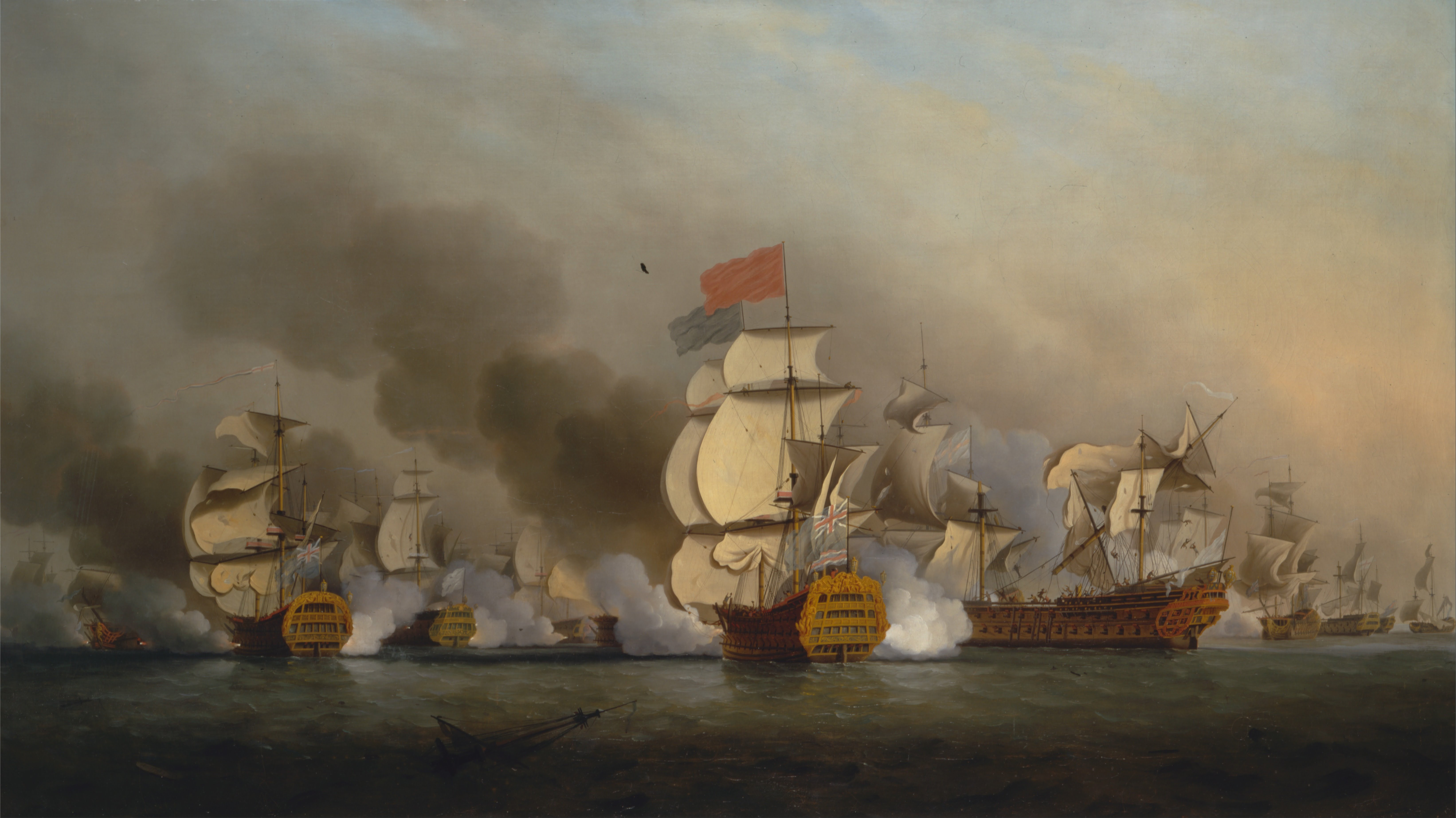
La bataille du cap Finisterre, en 1747, au cours de laquelle le sérieux est capturé par la Royal Navy.

### LeSérieux
Affecté à l'escadre de Méditerranée, il participe à la bataille de Toulon le 22 février 1744 sous les ordres d’Alexandre de Cheylus, dans l’escadre blanche commandée par Claude-Élisée de Court de La Bruyère. En mai 1747, le Sérieux prend part à la bataille du cap Finisterre, sous les ordres de La Jonquière à qui il sert de navire amiral. Il résiste pendant trois heures au Namur (74), au Devonshire (66) et au Falkland (50). Le navire est finalement capturé par le Western Squadron confié à George Anson et secondé par Peter Warren.

### Le HMSIntrepid
Après sa capture, le vaisseau est envoyé en Angleterre, aux chantiers de Portsmouth pour y être réparé et mis aux normes navales britanniques.
À partir du 22 novembre 1748, il est réduit au rôle de bâtiment de garde, d’abord à Chatham, puis à Sheerness.
Le 6 avril 1756, il vogue vers la Méditerranée sous les ordres de James Young qui en a reçu le commandement en octobre 1755.
Il rejoint la Mediterranean Fleet en avril 1756 et fait partie de la flotte de l’amiral John Byng lors de la bataille de Minorque le 20 mai 1756. L’Intrépid de Young est le dernier bateau de l’arrière-garde à joindre l’engagement contre la flotte française de La Galissonière. Alors que Young pénètre le théâtre des combats, un tir français abat son mât principal. La bataille s’achève sur une défaite stratégique controversée des Britanniques, Byng considérant que l’avarie de l’Intrépid a désorganisé l'arrière-garde de la flotte. Young étant appelé à répondre aux accusations de Byng durant le procès en cour martiale, réfute ces affirmations. Il est d’ailleurs soutenu par d’autres officiers ayant participé au combat.
L'Intrepid prend ensuite part à la bataille de Lagos, les 18 et 19 août 1759, puis à celle des Cardinaux, le 20 novembre suivant sous le commandement de Jervis Maplesden.
Il vogue vers l’Amérique du Nord à partir du 14 août 1761 et est engagé dans les opérations contre La Havanne à son arrivée sur les lieux.
Il retourne ensuite en Angleterre où il est finalement démoli en août 1765, à Chatham.